# Chrysophlegma humii
Chrysophlegma humii är en fågel i familjen hackspettar inom ordningen hackspettartade fåglar. Den betraktas oftast som underart till orangehalsad grönspett (Chrysophlegma mentale), men urskiljs sedan 2014 som egen art av Birdlife International och Internationella naturvårdsunionen. Den kategoriseras av Internationella naturvårdsunionen som nära hotad.
Fågeln förekommer i Sydostasien från södra Myanmar (södra Tenasserim) och södra thailändska halvön till Sumatra, Bangka och Borneo.